# Oskar Danzier

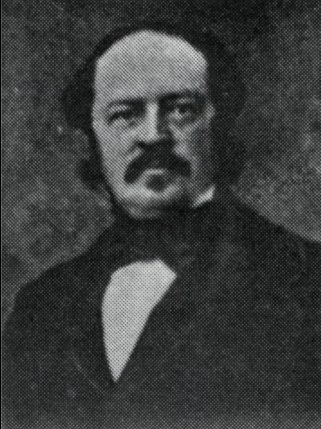
Oskar Danzier

Oskar Danzier (* 3. Juli 1820 in Kolberg; † 10. Juli 1879 auf Schloss Windeck) war Landrat des Kreises Waldbröl und des Kreises Mülheim am Rhein.

## Leben
Danzier studierte von 1837 bis 1840 Philosophie und Rechtswissenschaften in Bonn und Heidelberg. Am 22. November 1842 wurde er Referendar, am 18. Oktober 1845 Gerichtsassessor beim Landgericht Köln sowie im April 1847 bei der Regierung Köln. Von 1848 bis 1852 war er Landrat des Kreises Waldbröl. Von 14. August 1852 bis 14. April 1862 wirkte er schließlich als Landrat des Kreises Mülheim am Rhein.
Am 13. September 1858 wurde Danzier für die Landgemeinden des Regierungsbezirks Köln bei der zu Brühl abgehaltenen Wahl zum Abgeordneten des Provinziallandtages gewählt.
1852 kaufte Danzier die Burgruine Windeck. Er ließ Aufräumarbeiten verrichten sowie Wege und Treppen bauen. Das Ruinengelände wurde zu einer Parklandschaft umgestaltet. 1859/60 ließ Danzier auf der Südost-Spitze des Burgberges auf Fundamenten und Gewölben der mittelalterlichen Burg ein Burghaus, das sogenannte „Schloss Windeck“, errichten.
Im April 1861 gründete Danzier mit weiteren bekannten Honoratioren wie dem Bergisch Gladbacher Papierfabrikant Carl Richard Zanders in Hückeswagen das Bergische Eisenbahn-Komitee.
Danzier war 1865 als Kapitalgeber an der Gründung der Dortmunder Maschinenfabrik Wagner & Co. beteiligt.

### Ehrungen
Nach ihm ist die Danzierstraße in Mülheim (Köln), sowie die Landrat-Danzier-Str. in Waldbröl benannt.